# Велнес
Ве́лнес (англ. Wellness) — слово «велнес» похідне від слів «англ. fitness» та «англ. well-being», що перекладається як «добре самопочуття» — це багатогранна концепція, яка охоплює цілісне благополуччя за межами простої відсутності хвороб, що передбачає зміцнення здоров’я та втілює стан гармонії, коли фізичні, розумові та емоційні аспекти людини процвітають, сприяючи збалансованому та повноцінному життю. Це передбачає проактивний вибір практик здорового способу життя, які виховують життєву силу, стійкість і глибоке відчуття загального благополуччя.
Поняття, що стоять за цим терміном, мають те саме коріння, що й рух альтернативної медицини, у рухах 19-го століття в США та Європі, які прагнули оптимізувати здоров’я та розглядати людину в цілому, як-от «Нова думка», «Християнська наука» та «Лебенсреформа».
Головне завдання велнесу – запобігання та профілактика хвороб, а також ознак старіння, як зовнішніх, так і внутрішніх. Велнес – це філософія благополуччя людини в усіх сферах її буття: духовної, соціальної і фізичної. Той, хто живе згідно з філософією велнес – вдалий, повний енергії, оптимістичний і бадьорий незалежно від віку. Він приділяє увагу зовнішньому вигляду свого тіла, принципам здорового харчування, регулярно займається помірною фізичною активністю.[джерело?]

## Принципи та засади
Основні принципи та засади філософії велнесу:
- збалансоване харчування;
- регулярна фізична та розумова активність;
- психічна рівновага, усвідомленість, медитації;
- здоровий сон;
- радість та соціальна активність.

## Додаткова література

### Журнали
Наукові журнали, присвячені темі велнесу:
- Food Science and Human Wellness (Elsevier)
- International Journal of Qualitative Studies on Health and Well-being (Taylor & Francis)
- Applied Psychology: Health and Well-Being (Wiley-Blackwell)
- International Journal of Spa and Wellness (Routledge)